# Kusboda
Kusboda är en bebyggelse söder om Riala i Norrtälje kommun. Vid SCB;s ortsavgränsning 2020 klassades bebyggelsen som en småort.